# Liste der Wissenschaftsminister von Brandenburg
Liste der Wissenschaftsminister von Brandenburg.

## Wissenschaftsminister Brandenburg (seit 1990)
| Name              | Amtsantritt                                       | Kabinett                          | Partei          |
| ----------------- | ------------------------------------------------- | --------------------------------- | --------------- |
| Hinrich Enderlein | 1. November 1990                                  | Stolpe I                          | FDP             |
| Steffen Reiche    | 11. Oktober 1994                                  | Stolpe II                         | SPD             |
| Wolfgang Hackel   | 13. Oktober 1999                                  | Stolpe III                        | CDU             |
| Johanna Wanka     | 17. Oktober 2000 26. Juni 2002 13. Oktober 2004   | Stolpe III Platzeck I Platzeck II | parteilos / CDU |
| Martina Münch     | 6. November 2009                                  | Platzeck III                      | SPD             |
| Sabine Kunst      | 23. Februar 2011 28. August 2013 5. November 2014 | Platzeck III Woidke I Woidke II   | parteilos       |
| Martina Münch     | 9. März 2016                                      | Woidke II                         | SPD             |
| Manja Schüle      | 20. November 2019 11. Dezember 2024               | Woidke III Woidke IV              | SPD             |